# Karl Weingärtner (Politiker)
Karl Hans Weingärtner (* 12. Januar 1932 in Heilbronn; † 6. Januar 2019) war ein deutscher Historiker und Politiker (SPD).

## Leben
Er studierte an den Universitäten Tübingen und Heidelberg Geschichte, Deutsch, Englisch und Philosophie. 1970 wurde er zum Professor für Geschichte an der Pädagogischen Hochschule Reutlingen ernannt, als deren Rektor er von 1971 bis 1976 amtierte. Von 1987 bis 1994 lehrte er an der Pädagogischen Hochschule Ludwigsburg.
Von 1973 bis 1978 und 1980 bis 1994 gehörte Weingärtner dem Kreistag des Landkreises Reutlingen an, von 1971 bis 1994 war er Mitglied des Reutlinger Gemeinderats, von 1980 bis 1984 als SPD-Fraktionsvorsitzender. Von 1984 bis 1996 gehörte er dem Landtag von Baden-Württemberg an, in dem er über ein Zweitmandat den Wahlkreis 60 (Reutlingen) vertrat.
Für sein langjähriges Engagement wurde er im Jahr 1996 mit dem Verdienstkreuz 1. Klasse des Verdienstordens der Bundesrepublik Deutschland ausgezeichnet. Weingärtner engagierte sich unter anderem in der Gewerkschaft Erziehung und Wissenschaft, in der Arbeiterwohlfahrt, bei den Naturfreunden und beim Freundeskreis der Württembergischen Philharmonie.

## Werke
- Der Heilbronner Arzt und Chronist Johann M. Faber. In: Schwaben und Franken. Heimatgeschichtliche Beilage der Heilbronner Stimme. 3. Jahrgang, Nr. 7. Verlag Heilbronner Stimme, 25. Mai 1957, ZDB-ID 128017-X (Fortsetzung in Nr. 8 vom 29. Juni 1957.).
- Die Heilbronner Chronik des Johann Mattheus Faber. In: Schwaben und Franken. Heimatgeschichtliche Beilage der Heilbronner Stimme. 4. Jahrgang, Nr. 1. Verlag Heilbronner Stimme, 1. Februar 1958, ZDB-ID 128017-X.
- Studien zur Geschichtsschreibung der Reichsstadt Heilbronn a.N. (= Veröffentlichungen des Archivs der Stadt Heilbronn. H. 9). Stadtarchiv, Heilbronn 1962 (Dissertation, Universität Heidelberg, 1961).